# Crenella leana
Crenella leana är en musselart som beskrevs av Dall 1897. Crenella leana ingår i släktet Crenella och familjen blåmusslor. Inga underarter finns listade i Catalogue of Life.